# Telefon komórkowy a bezpieczeństwo na drodze

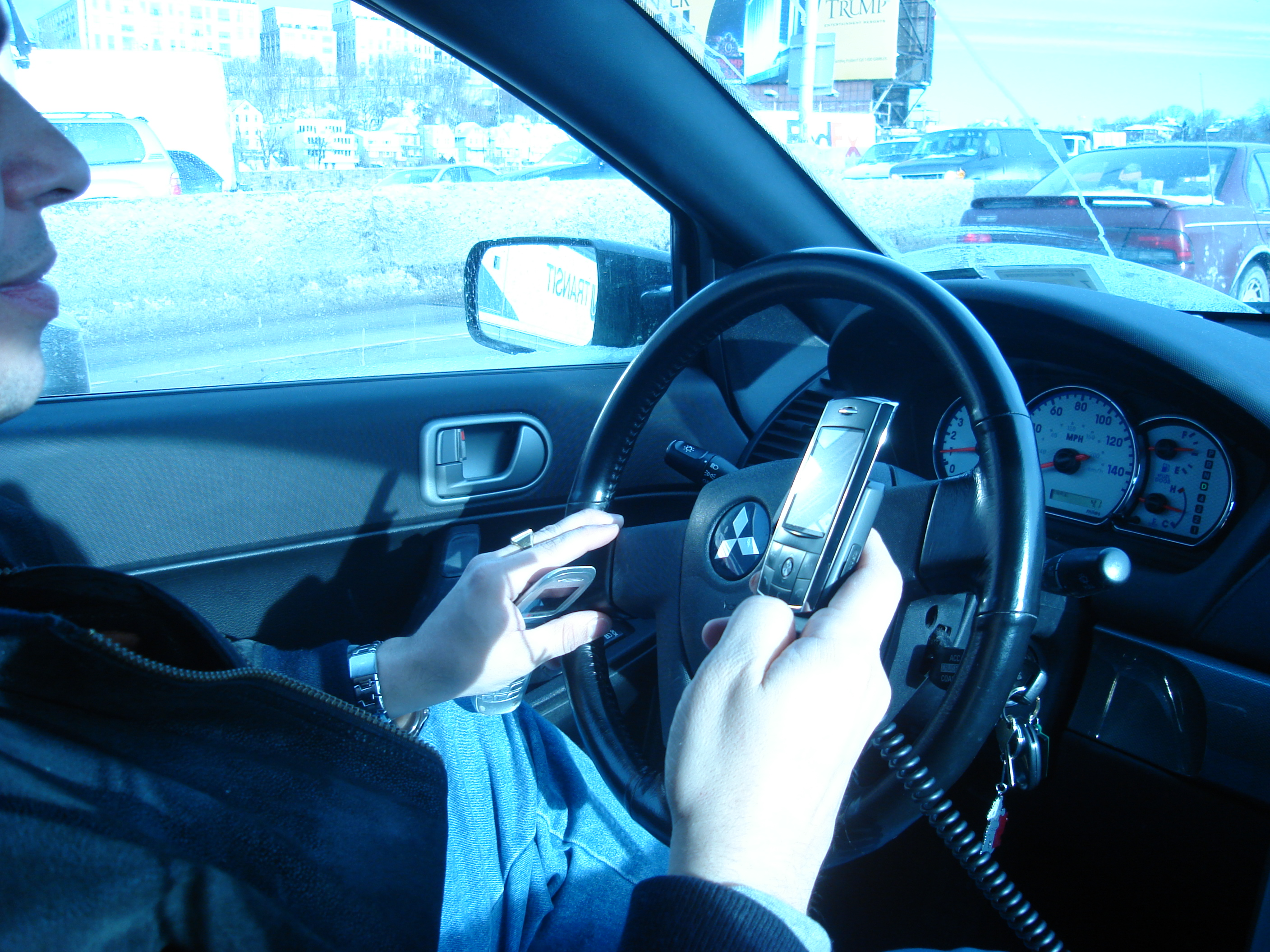
Kierowca posługujący się dwoma telefonami komórkowymi jednocześnie

Zjawisko odnoszące się do wpływu używania telefonu komórkowego przez prowadzących pojazdy na bezpieczeństwo ruchu drogowego. Psychologiczne teorie uwagowe i empiryczne dowody wskazują na negatywny wpływ prowadzenia rozmów oraz sporządzania wiadomości tekstowych przy użyciu telefonu komórkowego na bezpieczeństwo jazdy. Wpływ ten jest niezależny od użycia zestawów głośnomówiących oraz zestawów słuchawkowych.

## Dystrakcja
Rozproszenie uwagi kierującego pojazdem pod wpływem użycia telefonu komórkowego występuje w następujących aspektach:
- Fizycznym: może wywoływać motoryczne problemy z opanowaniem czynności kierowania
- Poznawczym: dotyczy możliwości przetwarzania informacji i świadomej oceny sytuacji na drodze. Obciążenie poznawcze pełni istotną funkcję, na co wskazują badania eksperymentalne[1] wskazujące brak różnic przy użyciu zestawów zdalnych oraz rozmowie za pomocą tradycyjnej słuchawki. Również badania symulacyjne[2] porównujące sytuację rozmowy z zestawem pozwalającym na swobodne kierowanie obiema rękoma oraz sytuację bez telefonu ujawniły znaczny spadek świadomości sytuacji na drodze w przypadku rozmowy telefonicznej.
- Wzrokowym: sięganie po telefon lub pisanie wiadomości tekstowych powoduje, że osoba kierująca pojazdem nie patrzy na drogę.
- Słuchowym: szczególnie, kiedy jakość połączenia telefonicznego jest niska, osoba odbiera dźwięki z aparatu telefonicznego, a nie z otoczenia

## Ograniczenie bezpieczeństwa
Literatura o charakterze meta-analitycznym wskazuje na konkretne mechanizmy wpływu dystrakcji. Przejawia się on konkretnymi zachowaniami kierowców:
- wolniejszymi reakcjami na bodźce związane z ruchem drogowym oraz częstsze ich pomijanie,
- wolniejszymi reakcjami hamowania pojazdu, zwiększoną gwałtownością hamowania i zmniejszoną odległością do poprzedzającego pojazdu po wyhamowaniu,
- zmniejszeniem stopnia uświadamiania sobie sytuacji na drodze,
- podejmowaniem bardziej ryzykownych decyzji.

## Dane statystyczne i eksperymentalne
Większość kierowców (60–70%) wskazuje, że przynajmniej czasami używa telefonu komórkowego w czasie jazdy samochodem. Badania epidemiologiczne wskazują, że kierowcy używający telefonu komórkowego są ponad czterokrotnie bardziej narażeni na wypadek lub kolizję niż ci, którzy tego nie czynią.
Ryzyko wypadku lub kolizji jest większe o 38% w przypadku osób korzystających z telefonu komórkowego.
Zdaniem niektórych organizacji zajmujących się bezpieczeństwem ruchu liczba ofiar samych wypadków spowodowanych przez korzystanie z telefonów komórkowych przekroczyła liczbę ofiar pijanych kierowców. Amerykańska Krajowa Administracja ds. Bezpieczeństwa Ruchu na Autostradach (National Highway Traffic Safety Administration) stwierdziła, że każdej chwili w USA 660 000 kierowców wpatruje się w telefon lub inne urządzenie elektroniczne.

## Postulowane mechanizmy psychologiczne

### Procesy uwagowe
Proces przetwarzania informacji przez człowieka jest ograniczany przez właściwości systemu nerwowego oraz poznawczego. Zjawisko to w jednym ze swoich aspektów opisywane jest przez teorie uwagi. Do grupy tej można zaliczyć m.in.: teorię filtra uwagowego Donalda Broadbenta, teorię procesów przeduwagowych i uwagi Ulica Neissera czy teorię puli zasobów uwagi Daniela Kahnemana.

### Paradygmat podwójnych zadań
Psychologia wykształciła paradygmat badawczy podwójnych zadań. Jest to metoda służąca wskazywaniu zależności wynikających z obciążenia poznawczego z poziomem poprawności wykonania zadania. Dobranie odpowiednio trudnych zadań powoduje spadek poprawności reakcji przynajmniej dla jednego. Opisaną metodę badawczą można bezpośrednio odnieść do naturalnej sytuacji prowadzenia samochodu i rozmowy telefonicznej.

## Regulacje prawne
Możliwe regulacje prawne, w zależności od kraju to: zakaz używania telefonu komórkowego podczas prowadzenia samochodu, zakaz prowadzenia rozmów, trzymając słuchawkę telefonu w ręce, zakaz używania telefonu komórkowego w określonych zawodach związanych z prowadzeniem pojazdu.
Państwa, w których używanie telefonu komórkowego bez zdalnego systemu jest zabronione:

- Australia
- Austria
- Bahrajn
- Belgia
- Brazylia
- Bułgaria
- Chile
- Chiny
- Chorwacja[11]
- Czechy
- Dania
- Egipt
- Estonia
- Filipiny
- Finlandia
- Francja
- Grecja
- Hiszpania
- Holandia
- Hongkong
- Indie – zakaz tylko w:
  - Andhra Pradesh
  - Nowe Delhi
  - Bombaj[12]
- Irlandia
- Izrael – całkowity zakaz używania telefonu komórkowego
- Japonia – całkowity zakaz używania telefonu komórkowego
- Jersey
- Jordania
- Kanada – zakaz tylko w:
  - Nowa Fundlandia i Labrador
  - Quebec od 1 kwietnia 2008
  - Nowa Szkocja od 1 kwietnia 2008
- Kenia
- Korea Południowa
- Kuwejt od 1 maja 2008
- Litwa
- Malezja
- Meksyk – zakaz tylko w:
  - Meksyk (miasto)
- Niemcy
- Norwegia
- Pakistan – zakaz tylko w:
  - Islamabad
- Polska
- Portugalia – całkowity zakaz używania telefonu komórkowego
- Południowa Afryka
- Rosja
- Rumunia
- Singapur – całkowity zakaz używania telefonu komórkowego
- Słowacja
- Słowenia
- Sri Lanka
- Stany Zjednoczone – zakaz tylko w[13][14]:
  - Kalifornia
  - Connecticut
  - Waszyngton
  - Miasto Chicago, w stanie Illinois
  - New Jersey
  - Miasta Santa Fe (Nowy Meksyk) i Albuquerque, w stanie Nowy Meksyk
  - Nowy Jork
  - Miasto Brooklyn, w stanie Ohio
  - Waszyngton (stan)
- Szwajcaria
- Tajlandia
- Turcja
- Węgry
- Wielka Brytania
- Włochy
- Wyspa Man
- Zimbabwe
- Turkmenistan
- Zjednoczone Emiraty Arabskie